# La Roche-Bernard

La Roche-Bernard este o comună în departamentul Morbihan, Franța. În 1 ianuarie 2022 avea o populație de 720 de locuitori.